# Sissó
Sissó (szlovákul Šišov) község Szlovákiában, a Trencséni kerületben, a Báni járásban. Alsó- és Felsőrédek tartozik hozzá.

## Fekvése
Bántól 12 km-re délnyugatra, a Livina-patak jobb partján fekszik.

## Története
A települést 1113-ban "Sis" alakban a zoborhegyi apátság határleírásában említik először. 1247-ben "Sys", 1458-ban "Sysow" néven szerepel a korabeli forrásokban. A zobori bencés apátság birtokai közé tartozott. 1245-ben a Hont-Pázmány nembeli Becsend birtoka. A 14. századtól a nagytapolcsáni uradalomhoz tartozott. 1535-ben részben birtokosa a Burján család, később a Besnák, Balogh, Blaskovics és Bokros családok birtokolták. 1715-ben nemesi község 17 adózó portával. 1778-ban 4 kúriája, 12 nemesi, 6 gazda és 12 zsellércsaládja volt, összesen 355 lakossal. 1828-ban 41 házában 283 lakos élt. Lakói mezőgazdasággal és a nagybirtokokon végzett munkákkal foglalkoztak. A községben szeszfőzde is működött.
Vályi András szerint "SISÓ. Tót falu Nyitra Várm. földes Urai Burján, ’s több Uraságok, lakosai katolikusok, fekszik a’ Bodoki járásban; határja jól termő."
Fényes Elek szerint "Sissó, tót falu, Nyitra vgyében, Trencsén vgye szélén, 261 kath., 28 zsidó lak. Sovány határral, de derék erdővel. Kath. paroch. templom van. F. u. többen. Ut. p. N.-Tapolcsány."
A trianoni békeszerződésig Nyitra vármegye Nyitrazsámbokréti járásához tartozott.

## Népessége
| Év:            | 1994. | 2004.   | 2014.   | 2024.   |
| -------------- | ----- | ------- | ------- | ------- |
| Emberek száma: | 496   | 505     | 495     | 493     |
| Eltérés:       |       | +1,81 % | -1,98 % | -0,40 % |

| Év:            | 2023. | 2024.   |
| -------------- | ----- | ------- |
| Emberek száma: | 478   | 493     |
| Eltérés:       |       | +3,13 % |

1910-ben 367 lakosából 273 szlovák, 65 magyar, 21 német és 8 egyéb anyanyelvű volt.
2001-ben 506 lakosából 502 szlovák volt.
2011-ben 483 lakosából 474 szlovák.

## Neves személyek
- Itt született 1782-ben Bokross Ferenc piarista rendi tanár.
- Itt szolgált Bokross János Miksa (?–1837) katolikus pap.

## Nevezetességei
- Szent Kereszt Felmagasztalása tiszteletére szentelt római katolikus temploma 1781-ben épült, tornyát 1821-ben építették.
- Kastélya 1870-ben épült korábbi alapokon.

## Külső hivatkozások
- E-obce.sk Archiválva 2008. szeptember 16-i dátummal a Wayback Machine-ben
- Községinfó
- Sissó Szlovákia térképén